# Acrobatic Tenement
Acrobatic Tenement – debiutancki album zespołu At the Drive-In, wydany w roku 1996. Żaden z utworów z tej płyty nie pojawił się na kompilacji This Station Is Non-Operational z 2005 roku, z wyjątkiem "Initiation", który pojawił się jako nagranie koncertowe wydane przez BBC. W roku 2004 pojawiła się reedycja Acrobatic Tenement.
Utwór "Embroglio" napisany został dla upamiętnienia Julio Venegasa, bliskiego przyjaciela zespołu, który w roku 1996 popełnił samobójstwo. Muzycy Cedric Bixler-Zavala i Omar Rodríguez-López, grający później w zespole The Mars Volta, zadedykowali Venegasowi swój cały album De-Loused in the Comatorium.

## Lista utworów
1. "Star Slight" – 1:18
2. "Schaffino" – 2:49
3. "Embroglio" – 2:47
4. "Initiation" – 3:26
5. "Communication Drive-In" – 1:44
6. "Skips on the Record" – 3:07
7. "Paid Vacation Time" – 3:33
8. "Ticklish" – 4:35
9. "Blue Tag" – 3:17
10. "Coating of Arms" – 2:46
11. "Porfirio Diaz" – 2:58

## Twórcy
- Cedric Bixler-Zavala - wokal
- Jim Ward - gitara, wokal
- Adam Amparan - gitara
- Omar Rodríguez-López - gitara basowa
- Ryan Sawyer - perkusja